# Homosassa
Homosassa és una concentració de població designada pel cens dels Estats Units a l'estat de Florida. Segons el cens del 2000 tenia 2.294 habitants.

## Demografia
Segons el cens del 2000, Homosassa tenia 2.294 habitants, 1.128 habitatges, i 771 famílies. La densitat de població era de 111,4 habitants/km².
Dels 1.128 habitatges en un 12% hi vivien nens de menys de 18 anys, en un 61,8% hi vivien parelles casades, en un 3,5% dones solteres, i en un 31,6% no eren unitats familiars. En el 27% dels habitatges hi vivien persones soles el 15,3% de les quals corresponia a persones de 65 anys o més que vivien soles. El nombre mitjà de persones vivint en cada habitatge era de 2,02 i el nombre mitjà de persones que vivien en cada família era de 2,38.
Per edats la població es repartia de la següent manera: un 10,6% tenia menys de 18 anys, un 3,3% entre 18 i 24, un 15,5% entre 25 i 44, un 35,4% de 45 a 60 i un 35,1% 65 anys o més.
L'edat mediana era de 58 anys. Per cada 100 dones de 18 o més anys hi havia 100 homes.
La renda mediana per habitatge era de 38.696 $ i la renda mediana per família de 41.513 $. Els homes tenien una renda mediana de 29.044 $ mentre que les dones 21.755 $. La renda per capita de la població era de 21.135 $. Entorn del 10,5% de les famílies i el 10,8% de la població estaven per davall del llindar de pobresa.

## Poblacions properes
El següent diagrama mostra les poblacions més properes.